# Desmond Elliot
Desmond Elliot és un actor, productor i director de cinema nigerià que ha participat en més de dos-cents de telefilms i sèries de televisió.
Elliot és fill d'un pare ioruba i una mare igbo; això ha fet que s'hagi declarat panafricà. Va estudiar estudis primaris a la Air Force Primary School i secundaris al St John's College, de Jos, estat de Plateau i es va llicenciar en economia a la Lagos State University.
Desmond Elliot està casat i és pare de quatre fills. Està involucrat en la companyia de telecomunicacions multinacional africana Globacom.

## Carrera
Elliot va esdevenir actor influenciat per un amic. Va començar actuant en sèries de televisió com Everyday People, One Too Much i Saints and Sinners. És un dels actors principals de Nollywood i ha aparegut en més de dos-cents films, entre ells Men Who Cheat, Yahoo Millionaire i Atlanta. El 2008 Elliot va co-produir i co-dirigir la pel·lícula Reloaded que va rebre tres nominacions en els Premis de l'Acadèmia Africana de Cinema el 2009. El 2009 i 2010 va obtenir una nominació al premi de Millor Actor en els Premis d'Entreteniment de Nigèria. Aquest últim any, Elliot va competir per esdevenir ambaixador de the Face of Hope Project, una organització no-governamental de voluntariat.

### Treballs
Com a actor ha participat en desenes de pel·lícules:
- Yhe Secret Princess (2014) (en filmació)[12]
- The Entrapped Movie (2012)[12]
- Masquerades (2011)[12]
- Kiss and Tell (2011)[12]
- Last Celebrity (2011) (vídeo)[12]
- Last Celebrity 2 (2011) (vídeo)[12]
- Sacred Lies (2011) (vídeo)[12]
- Sacred Lies 2 (2011) (vídeo)[12]
- Sacred Lies 3 (2011) (vídeo)[12]
- Sacred Lies 3 (2011) (vídeo)[12]
- Bursting Out (2010)[13]
- Holding Hope (2010)[13]
- Nollywood Hustlers (2010)[14]
- Before the Light (2009)[15]
- Edikan[15]
- Final Tussle (2008) (V)
- Guilty Pleasures (2008)[16]
- Black Night in South America (2007)
- A Better Place (2007)
- Caught-Up (2007)
- Double Game (2007)
- Fine Things (2007)
- Ghetto Queen (2007)
- Secret Pain (2007)
- Men Who Cheat (2006)
- A Time to Love (2007) .... Hank
- Yahoo Millionaire (2007) .... Jerry
- Put It on Me (2006)
- Asunder (2006)
- Behind the Plot (2006)
- Divided Attention (2006)
- Efficacy (2006)
- Ekaette
- Extreme Measure (2006) ... Festus
- Final Point (2006)
- The Greatest Sacrifice (2006)
- King of the Town (2006)[17]
- Love Wins (2006) .... Austin
- Married to the Enemy (2006)
- My Little Secret (2006)
- My Sister My Love (2006) .... Jar
- Naked Sin (2006)
- Romeo (2006)
- Strange Love (2006)
- Supremacy (2006)
- Too Late to Claim (2006)
- Traumatised (2006)
- Unbreakable Affair (2006)
- Up to Me (2006)
- Without Apology (2006)
- The Wolves (2006)
- Zoza (2006)
- A Night in the Philippines (2005)[18]
- 2 Face (2005)
- Behind Closed Doors (2005)
- The Bet (2005)
- Broadway (2005)
- Destiny's Challenge (2005)
- Flying Without Wings (2005)
- Fools in Love (2005)
- Games Women Play (2005)
- Girls in the Hood (2005)
- Hold Me Down (2005)
- It's Juliet or No One (2005)
- Just Me (2005)
- The King's Son (2005)
- Knowing You (2005)
- Men Do Cry (2005)
- My Precious Son (2005)
- My Sister My Child (2005)
- My Sister's Act (2005)
- Now & Forever (2005)
- Orange Groove (2005)
- The Price of Love: Life Is Beautiful (2005)
- Shackles of Death (2005)
- Wedding Gift (2005)
- Wheel of Change (2005)
- Images in the Mirror (2004) .... Deji[19]
- Above Love (2004)
- Atlanta (2004)
- Big Pretenders (2004)
- Cinderella (2004)
- Danger Signal (2004)
- Deep Loss (2004)
- Died to Save (2004)
- Discord (2004)
- For Real (2004)
- A Kiss from Rose (2004)
- Lake of Fire (2004) .... Brother Emmanuel
- Life in New York (2004)
- Magic Moment (2004)[20]
- Melody of Life (2004)
- Missing Angel(2004)
- Passion of Mind (2004)
- Power of Trust (2004)
- Promise & Fail (2004)
- True Romance (2004)
- Great Change (2003)
- Magic Love (2003)
- My Faithful Friend (2003)
- Passion & Pain (2003)
- Tunnel of Love (2003)
- Fire Love (2002)
- Jesu Mushin (2002)

Ha participat igualment en sèries de televisió:
- Everyday People[21]
- One Too Much[21]
- Saints and Sinners[21]

Desmond Elliot ha dirigit els films:
- 2011 - Kiss and Tell
- 2010 - Bursting Out
- 2009 - Edikan (Vídeo)
- 2009 - Edikan 2 (Vídeo)

Desmond Elliot ha produïtles pel·lícules:
- 2010 - Too Much (Vídeo)
- 2010 - Too Much 2 (Vídeo)
- 2009 - Edikan (Vídeo) (productor executiu)
- 2009 - Edikan 2 (Vídeo) (productor executiu)